# 4890 Shikanosima
4890 Shikanosima је астероид главног астероидног појаса чија средња удаљеност од Сунца износи 2,204 астрономских јединица (АЈ).
Апсолутна магнитуда астероида је 13,5.